# Service militaire en Israël
Le service militaire est obligatoire en Israël, sauf en cas d'inaptitude physique ou mentale. Les jeunes sont convoqués à l' âge de 18 ans ou à la fin de leurs études secondaires, pour les lycéens.   
La durée du service est de 2 ans et 8 mois pour les hommes et de 2 ans pour les femmes. Les militaires souhaitant être officier, qui sont sélectionnés par des tests spécifiques, s'engagent à servir au moins une année de plus que le temps habituel du service militaire.  
Ceux qui veulent devenir pilotes suivent une formation longue - de quatre ans  minimum - qui est spécifique ; au vu de cette formation, ils s'engagent à servir après le temps de formation pour une durée minimale de six ans et peuvent après cette période se reconvertir, dans l'aviation civile ; ainsi, la grande majorité des pilotes de la compagnie civile EL AL sont des anciens pilotes de l'armée de l'air israélienne.   

## Critères d’exemption
Sont exemptés du service militaire :
- les Arabes israéliens, quelle que soit leur confession religieuse (certains d'entre eux se portent tout de même volontaires),
- la plupart des juifs Haredim (ultraorthodoxes) qui se consacrent à l'étude religieuse[1],
- les femmes mariées, enceintes ou se déclarant pratiquantes.
- Les Olim (nouveaux immigrants) bénéficient eux aussi de nombreux avantages (notamment en ce qui concerne la durée et l’exemption du service), selon l’âge, le profil médical et la situation familiale de l’ayant droit[2].

## Les religieux
Pour ce qui est de juifs ultra-orthodoxes ou Haredim, ils bénéficiaient d'une exemption sous forme d’un sursis militaire renouvelable. Ce statu quo religieux concédé par David Ben Gourion en 1948, au moment de la constitution initiale de " Tsahal " et qui a tenu jusqu’à nos jours alors que les Haredim étaient moins nombreux, est remis en cause depuis 2013 en raison de leur nombre croissant et de l'injustice ressentie face à une mesure d'exception en démocratie. La loi adoptée le 12 mars 2014  par la Knesset l'abroge et devait prendre effet en 2017. Toutefois, le 24 novembre 2015, la Knesset vote un amendement qui repousse la fin de l'exemption automatique à six ans donc, soit jusqu'en 2023. Puis, la question du service militaire des Haredim n'étant toujours pas résolue, la Cour suprême d'Israël donne jusqu'au 2 décembre 2018 au gouvernement pour adopter une législation régulant le service militaire pour les membres de la communauté ultra-orthodoxe israélienne mais le délai est prolongé le 2 décembre 2018 jusqu'au 15 janvier 2019 par la Cour . Un bataillon expérimental au sein de l'armée de terre, Netsah Yehouda, a été créé en 1999 avec pour mission de tenter l'intégration de jeunes volontaires ultra-orthodoxes.
En juin 2024, la Cour suprême ordonne la conscription des ultra-orthodoxes qui étudient dans les yéchivot.

## Les femmes conscrites
Au lieu de faire leur service au sein de Tsahal, les femmes peuvent effectuer pendant un ou deux ans le Sherout Léoumi (" service national ") , qui est un service civil d'intérêt général.
Cependant, même dans le cas d’un service militaire normal, les femmes sont rarement intégrées dans les unités combattantes ; le plus souvent, elles servent à des tâches administratives ou médico-sociales ou à des postes d’intendance et de maintenance du matériel ou dans le service d'éducation  (prévu pour les jeunes immigrants). En 2011, les femmes représentent 3 % des soldats combattants de l'armée israélienne et 15 % des techniciens. Cette tendance est à la hausse.

## Le service militaire et son rôle d’intégration social
L'armée est considérée comme un passage essentiel à l'intégration au point de constituer le creuset de la nation, l'agent d'intégration par excellence. Le service militaire est une expérience autant culturelle que nationale mais également personnelle au sens où il marque un passage vers la vie adulte très marquant. Il est l'occasion également d'un apprentissage de l'histoire nationale. Ainsi, il est d’usage aussi que chaque conscrit aille prêter serment au milieu des ruines de l’antique forteresse de Massada, dernier bastion juif à avoir résisté héroïquement jusqu’à la mort aux légions romaines durant la Guerre des Juifs en l’An 73. Les mots prononcés sont les suivants : « Massada ne tombera pas une nouvelle fois » (« Chenit Matzada lo tipol »).